# Lubuk Sanai
Lubuk Sanai is een bestuurslaag in het regentschap Muko-Muko van de provincie Bengkulu, Indonesië. Lubuk Sanai telt 1620 inwoners (volkstelling 2010).